# Chromiaków
Chromiaków (ukr. Хром'яків) – wieś na Ukrainie w rejonie łuckim obwodu wołyńskiego.

## Historia
Pod koniec XIX w. wieś w gminie Ołyka, w powiecie dubieńskim.
Do 2020 w rejonie kiwereckim. 